# ウィリアム・ホルブルック・ビアード
ウィリアム・ホルブルック・ビアード（William Holbrook Beard、1823年4月13日 - 1900年2月20日）はアメリカ合衆国の画家である。動物を擬人化した風刺画（ヨーロッパでは「サンジュリー」と呼ばれるジャンル）の作品で人気のあった画家である。

## 略歴
オハイオ州、レイク郡のペインズヴィル(Painesville)で生まれた。独学で絵を学び、兄のジェームズ・ヘンリー・ビアード(James Henry Beard: 1812-1893) と、旅回りの肖像画家になった。1850年ころにニューヨーク州のバッファローに住むようになり、この地域では最も優れた画家とみなされた。30歳を越えた1856年にヨーロッパに修行に出てローマやスイス、ドイツを旅し、1857年から1858年の間は、多くのアメリカ人画家が学んでいたデュッセルドルフに滞在し、アルバート・ビアスタット(1830-1902)やエマヌエル・ロイツェ(1816-1868)、ワージントン・ウィットレッジ(1820-1910)といったアメリカ人画家と知り合った。
1859年に帰国し、バッファローで知り合った肖像画家、トーマス・ルクレール(Thomas LeClaire)の娘と1863年に結婚した。1861年にはニューヨークに移っていて、1862年にナショナル・アカデミー・オブ・デザインの会員に選ばれた 。
1866年に詩人のベイヤード・テーラー(Bayard Taylor: 1825–1878)と、カンサスからコロラド州のデンバーまでを、馬や駅馬車で旅して、多くの風景をスケッチ、ニューヨークに戻った後、風景画に仕上げた。この旅の帰途、ネブラスカでヘンリー・アーサー・エルキンズ(Henry Arthur Elkins: 1847–1884)やヘンリー・チャップマン・フォード(Henry Chapman Ford: 1828–1894)、ジェームス・ファーリントン・グーキンズ(James F. Gookins: 1840–1904)といった画家と合流し、オマハを経由して鉄道でニューヨークに戻った。
40年近く、ニューヨークのスタジオで活動し、動物を擬人化して描いたユーモラスで風刺的な作品で人気になった。ビアードの作品は複製版画として出版された。児童書の挿絵も制作し、2度ほど画集も出版された。

## 作品

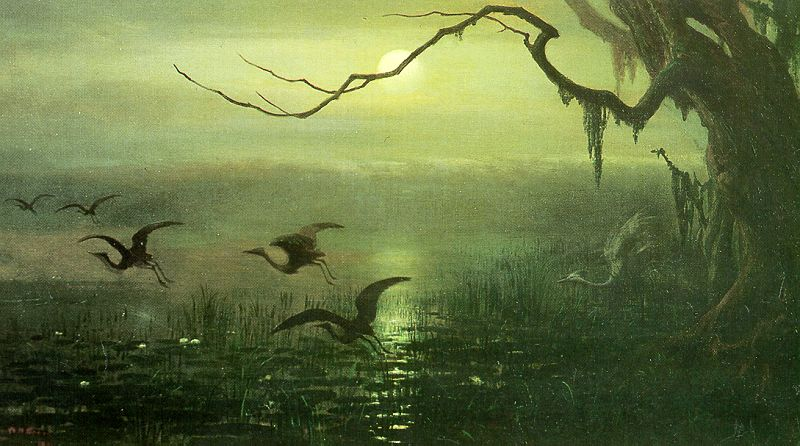
"Phantom Crane"(1891)
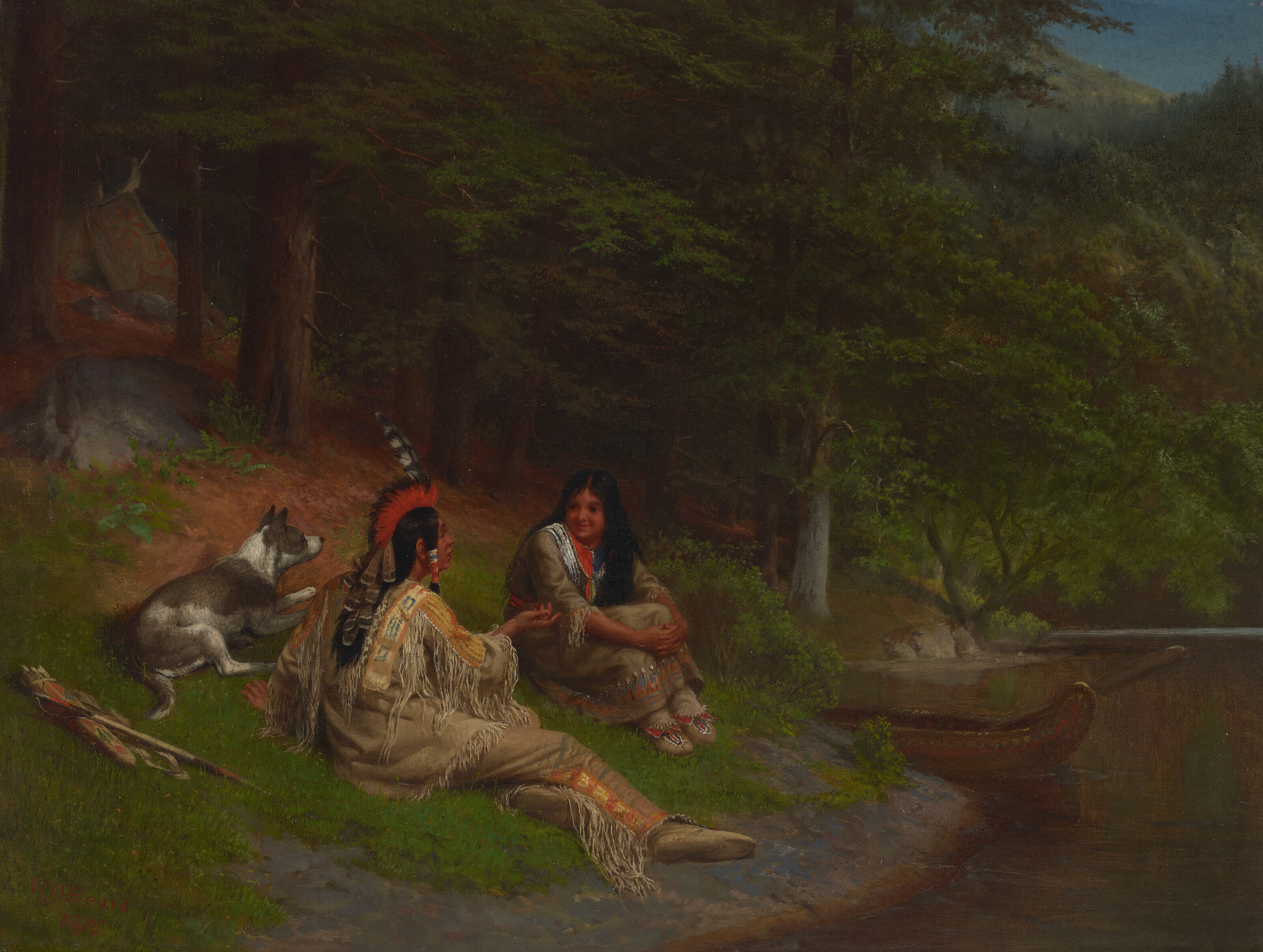
休息するインディアン(1896)
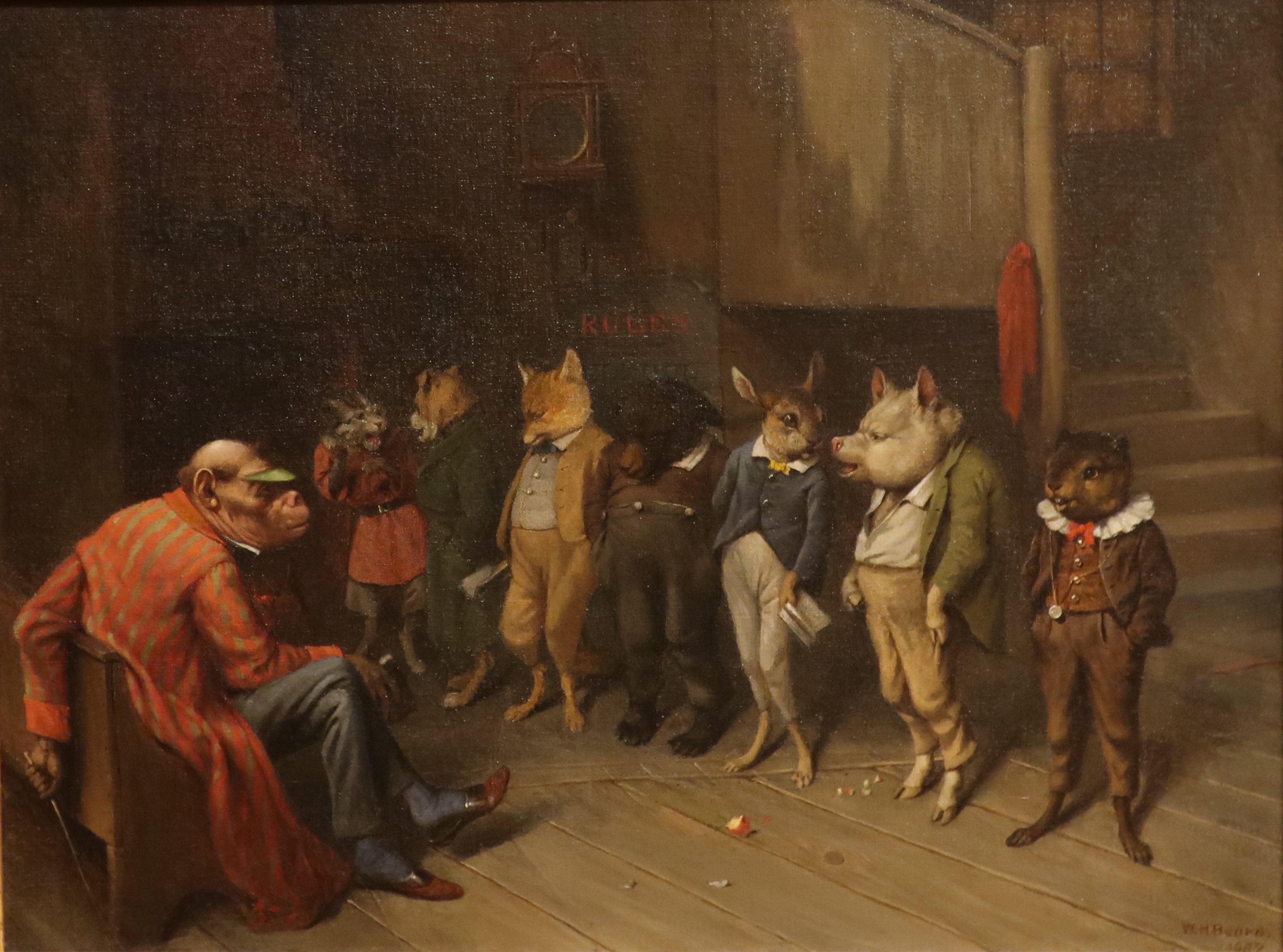
" School Rules" (1887)
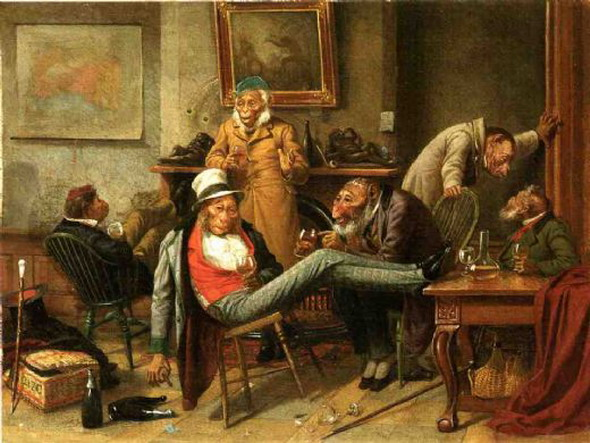
「アダム以前(Pre-adamite)」
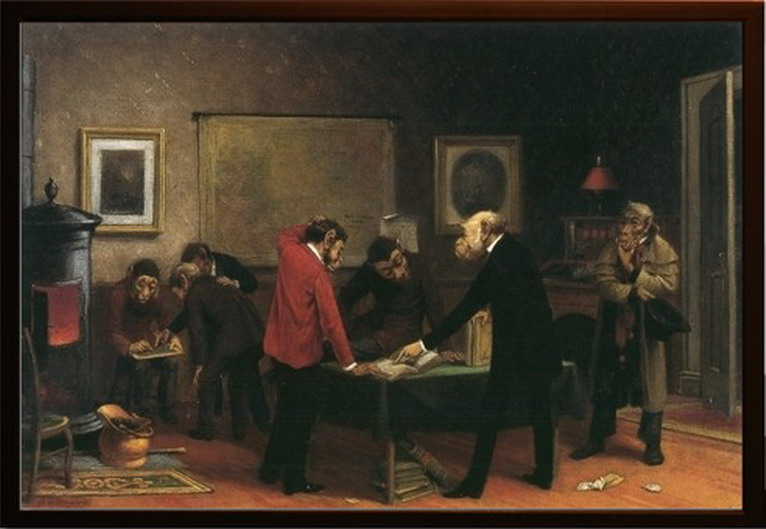
科学者
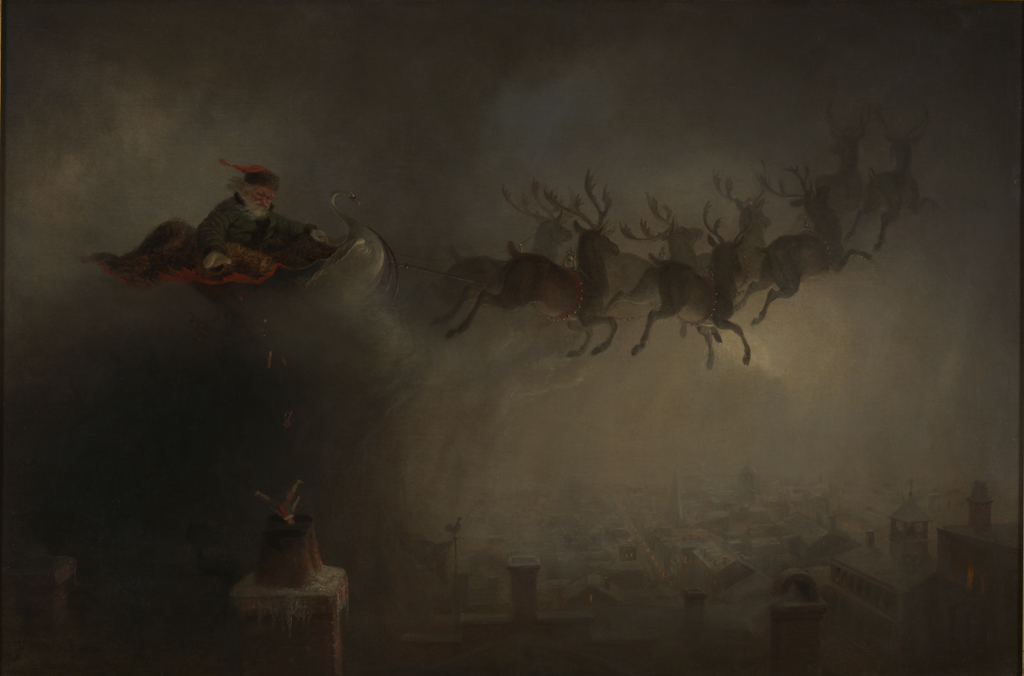
サンタクロース